# Vincent zur Linden

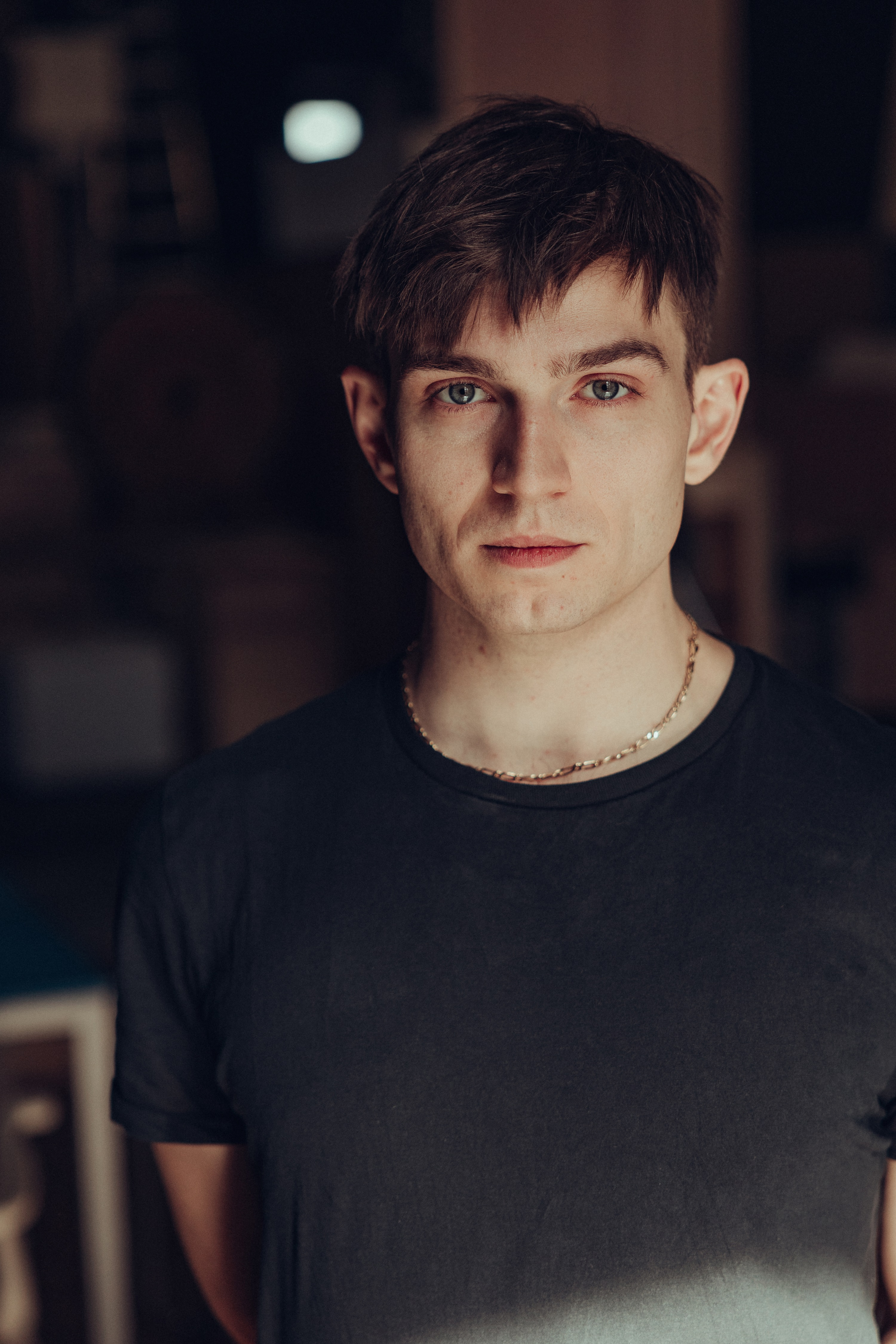
Vincent zur Linden (2023). Foto: Joel Heyd

Vincent zur Linden  (geboren am 28. Dezember 1994 in Düsseldorf) ist ein deutscher Theater- und Fernseh-Schauspieler.

## Leben
Vincent zur Linden hatte zur Schulzeit einen Gastvertrag am Düsseldorfer Schauspielhaus. Nach dem Abitur am Düsseldorfer Gymnasium Gerresheim absolvierte er von 2013 bis 2017 ein Schauspielstudium an der Otto-Falckenberg-Schule in München. Im Jahr 2015 erhielt er ein Stipendium des deutschen Bühnenvereins Landesverband Bayern Schauspiel.
Im Tatort Mia san jetz da wo's weh tut spielte Vincent zur Linden die Rolle des Markus Zöller, einen „verwöhnten Studenten im Designerpulli, der dank seiner schwerreichen Eltern nur aus Lust an der Freude studiert“. Seit der Premiere am 31. Januar 2015 bis zur Dernière am 17. Juni 2017 spielte zur Linden an den Münchner Kammerspielen in Kriegenburgs Inszenierung von Maria Stuart den „galant und locker daherparlierenden französischen Gesandten“. Mit der Spielzeit 2017/2018 trat er am Theater Bielefeld sein erstes Festengagement an. Seine erste Premiere hatte er als Syme in 1984 (Regie: Christian Schlüter). Von 2017 bis 2019 spielte er dort u. a. in Lot Vekemans Momentum (Regie: Bernhard Mikeska), in Lisa Danulats German Love Letter (zum Mond) (Regie: Swen Lasse Awe) und in Aischylos’ Orestie (Regie: Prinzip Gonzo).
Gemeinsam mit der Künstlerin Anica Happich konzipierte und realisierte er 2019 performative Abende (Johanna&Don (AT), Let me be your human Selfiestick, Döblin-Lesung #6). Zusammen mit der Theaterpädagogin Martina Breinlinger führte er Regie in Ferdinand Bruckners Die Verbrecher mit dem Bielefelder Jugendclub. Neben dem Theater ist Vincent zur Linden regelmäßig für Film und Fernsehen tätig, so drehte er für die zweite Staffel der Sky-Original-Serie Das Boot.
In der Spielzeit 2019/2020 war er Ensemblemitglied am Theater Basel. Dort spielte er u. a. im von Lukas Bärfuss dramatisierten Julien – Rot und Schwarz die Rolle des Julien „sehr spannungsvoll, differenziert, er zeigt eine Unbescholtenheit und zugleich Verschlagenheit, die die Figur sehr plastisch macht“.
Nach den Engagements in Bielefeld und Basel lebte Vincent zur Linden als freischaffender Schauspieler in Berlin. Seit der Spielzeit 2022/2023 ist er festes Ensemblemitglied am Residenztheater München. Seine erste Premiere hatte er im Stück Das Vermächtnis (The Inheritance) von Matthew Lopez, eingeladen zum Berliner Theatertreffen im Mai 2023. Nachtkritik.de schreibt dazu: „Mit dem jungen Vincent zur Linden (Adam, Leo), der mit diesem Stück sein Debüt als festes Ensemblemitglied feiert, hat man sich nicht nur optisch einen eigenen Timothée Chalamet ans Haus geholt, er spielt auch mit demselben Selbstbewusstsein.“ Die Süddeutsche Zeitung schrieb: „Er ist neu im Ensemble des Residenztheaters und in seiner Wandlungsfähigkeit eine Entdeckung.“ Noch in derselben Spielzeit brillierte er in Das Käthchen von Heilbronn erneut in einer Doppelrolle (Heinrich von Kleist, Käthchen). Im Reza-Stück James Brown trug Lockenwickler, einer Welturaufführung, überzeugte er den Kritiker von Deutschlandfunk Kultur mit seiner Darstellung des jungen Jacob, der glaubt, die Sängerin Céline Dion zu sein: „Er hat etwas Feminines in den Bewegungen, ohne dass es peinlich parodistisch wäre.“
An der Seite von Ben Becker drehte er 2022 die sechsteilige Warner TV-Miniserie Boom Boom Bruno, für beide Darsteller war es die erste Hauptrolle in einer TV-Serie. Die ersten beiden Teile wurden beim Münchner Filmfest 2023 gezeigt.
2023 erhielt zur Linden den durch die Freunde des Residenztheaters verliehenen Kurt-Meisel Förderpreis. Er fessele die Zuschauer „durch die unglaubliche Intensität seiner Darstellung“, so die Preisbegründung. Das Fachblatt Theater heute verlieh ihm im gleichen Jahr den Titel Nachwuchsschauspieler des Jahres. Vom Bayerischen Staatsministerium für Wissenschaft und Kunst erhielt er 2024 den Bayerischen Kunstförderpreis in der Sparte Darstellende Kunst und Tanz.

## Filmografie
- 2014: Street Art – Regie: Kristina Schmidt
- 2016: Es gibt keinen Fluss (Everything is fine here, Kurzfilm) – Regie: Aareon Arens
- 2016: Der Alte (Fernsehserie, Folge Die Angst danach) – Regie: Raoul W. Heimrich
- 2016: Tatort: Mia san jetz da wo’s weh tut (Fernsehreihe) – Regie: Max Färberböck
- 2016: SOKO München (Fernsehserie, Folge Wutbürger) – Regie: Katharina Bischof, Johanna Thalmann
- 2017: Der Polizist, der Mord und das Kind – Regie: Johannes Fabrick
- 2017: In aller Freundschaft – Die jungen Ärzte (Fernsehserie, Folge Hab keine Angst) – Regie: Dieter Laske
- 2020: Das Boot (Fernsehserie) – Regie: Matthias Glasner
- 2021: Der Kroatien-Krimi (Fernsehserie, Folge Die Patin von Privonice) – Regie: Michael Kreindl
- 2021: Legal Affairs (Fernsehserie, Folge 3: Kannibalen) – Regie: Stefan Bühling und Randa Chahoud
- 2022: SOKO Stuttgart (Fernsehserie, Folge Vater gesucht)
- 2022: Die Eifelpraxis – Unter Druck (Fernsehreihe) – Regie: Petra Katharina Wagner
- 2022: Großstadtrevier (Fernsehserie, Folge Das Brandmal) – Regie: Torsten Wacker
- 2023: Ein starkes Team: Kurierfahrt in den Tod (Fernsehreihe)
- 2023: Krocketpartie (Kurzfilm) – Regie: Stella Markert
- 2023: Boom Boom Bruno – Regie: Maurice Hübner

## Theater
- 2012: Väter und Söhne Düsseldorfer Schauspielhaus, Regie: Frank Abt[20]
- 2015: Rebellen, Regie: Swen Lasse Awe, Münchner Kammerspiele/Pathos München
- 2015: Eine Möwe, Regie: Stephanie van Batum, Münchner Volkstheater
- 2015/16:  Maria Stuart, Regie: Andreas Kriegenburg Münchner Kammerspiele[21]
- 2016:  Catch 22, Regie: Swen Lasse Awe, Münchner Kammerspiele
- 2016:  Reichstheaterkammer, Regie: Malte Jelden Münchner Kammerspiele
- 2017:  Abraum, Regie: Swen Lasse Awe, Münchner Kammerspiele
- 2017:  Trostlose Schnauzen. Borchert in Stücken, Konzeption: Jessica Pollnau  J.C Awe & S.L. Awe, Cammerspiele Leipzig[22]

Theater Bielefeld
- 2017:  1984, Regie: Christian Schlüter
- 2017:  Schneeweißchen und Rosenrot, Regie: Nora Bussenius
- 2018:  Väter und Söhne, Regie: Michael Heicks
- 2018:  Die Orestie (als Orest). Regie: Tim Tonndorf
- 2018:  Flimmern, Regie: Louisa Schiedek
- 2018:  Weißes Gold, Regie: Christian Schlüter
- 2018:  German Love Letter (zum Mond), Regie: Swen Lasse Awe
- 2018:  Paare.Liebe ist eine schwere Geisteskrankheit, Regie: Michael Heicks
- 2018:  Charlys Tante, Regie: Mareike Mikat
- 2019:  Momentum, Regie: Bernhard Mikeska
- 2019:  Wie es euch gefällt, Regie: Christian Schlüter

Theater Basel
- 2019:  Das große Heft, Regie: Tilmann Köhler
- 2019:  In den Gärten oder Lysistrata Teil 2, Regie: Miloš Lolić
- 2020:   Julien – Rot und Schwarz (als Julien). Regie: Nora Schlocker

 Residenztheater München
- 2022:  Das Vermächtnis (The Inheritance) (als junger Mann/Adam/Leo). Regie: Philipp Stölzl
- 2022:  Die Spiele müssen weitergehen – München 1972. Regie: Hans-Werner Kroesinger
- 2022:  Das Käthchen von Heilbronn (als Käthchen/Heinrich von Kleist). Regie: Elsa-Sophie Jach
- 2023:  Antigone (als Haimon). Regie: Mateja Koležnik
- 2023:  James Brown trug Lockenwickler (als Jacob). Regie: Philipp Stölzl
- 2023:  Die Fliegen (als Orest). Regie: Elsa-Sophie Jach
- 2024:  Das Schloss. Regie: Karin Henkel
- 2024:  Maria Stuart (als Mortimer). Regie: Nora Schlocker
- 2024:  Ein Sommernachtstraum (als Lysander). Regie: Stephan Kimmig
- 2025:  Romeo und Julia (als Romeo Montague). Regie: Elsa-Sophie Jach

## Hörspiele (Auswahl)
- 2022 ARD Radio Tatort: Abendland und Untergang, Produktion: BR 2022, Regie: Ulrich Lampen, Erscheinungsdatum am 11. November 2022.[23]
- 2024 ARD Radio Tatort: Weltentrunk, Produktion: BR 2024,  Regie: Ulrich Lampen, Erscheinungsdatum am 17. August 2024
- 2025 Der Resi Podcast #13 Wie spielst du das, Vincent zur Linden

## Auszeichnungen
- 2020: Nominierung Nachwuchsschauspieler des Jahres der Zeitschrift Theater heute[24]
- 2022: Nominierung Nachwuchsschauspieler des Jahres der Zeitschrift Theater heute
- 2022: Nominierung Deutscher Theaterpreis Der Faust
- 2023: Kurt-Meisel-Preis Förderpreis
- 2023: Nachwuchsschauspieler des Jahres der Zeitschrift Theater heute
- 2024: Bayerischer Kunstförderpreis